# Achille Alferaki
Achille Nikolaïevitch Alferaki (en grec moderne : Αχιλλέας Αλφεράκης; en russe : Ахиллес Николаевич Алфераки), né le 3 juillet 1846 à Kharkov et mort le 27 décembre 1919 à Saint-Pétersbourg, est un compositeur russe d'origine grecque et gouverneur provisoire de Taganrog en 1873.

## Biographie

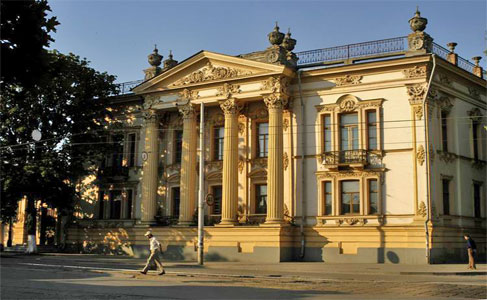
Le palais Alferaki à Taganrog

Achille Alferaki est né dans la ville de Kharkov (en Russie, aujourd'hui en Ukraine). Il passe son enfance à Taganrog dans un palais magnifique construit par l'architecte Stackenschneider (le palais Alferaki). Achille Alferaki reçoit une bonne éducation à domicile et il entre facilement à la Faculté d'histoire et de philologie de l'Université de Moscou, où il étudie la théorie de la musique. Les affaires de famille le font rentrer à Taganrog où il s'installe vers la fin des années 1870.
Il est gouverneur provisoire de Taganrog du 25 novembre au 31 décembre 1873. En 1880, Achille Alferaki est élu maire de Taganrog. Pendant son mandat, plusieurs équipements publics sont réalisés dans la ville. Taganrog devient plus propre; plusieurs organisations de charité sont inaugurées; les rues et les routes sont pavées et des arbres sont plantés; le système d'éducation est amélioré. La musique reste toujours sa passion principale, qu'il n'a pas oublié pendant son mandat. Alferaki inaugure la Société musicale et dramatique, les premières leçons de musique et l'Orchestre symphonique de Taganrog. Grâce à lui, la ville est devenue l'une des plus musicales du Sud de la Russie.
En 1888, Alferaki démissionne et part pour Saint-Pétersbourg. En 1891, il devient président de la Chancellerie du ministère de l'Intérieur, et quelques années plus tard directeur de l'Agence télégraphique de la Russie. Dans la capitale de l'Empire, il dédie la plupart de son temps libre à la musique. Il écrit plus de cent romances et compositions ainsi que deux opéras, La Nuit de la Saint-Jean et Le Roi des aulnes. Il meurt à Saint-Pétersbourg en 1919.
Parmi les plus célèbres descendants de cette famille, se trouve Anna Marly (1917-2006), chanteuse et guitariste française, chevalier de la Légion d'honneur.